# Salar Aguas Calientes III
El salar Aguas Calientes III o salar de Talar es un salar tipo playa ubicado en la Puna de Atacama de la Región de Antofagasta de Chile.
Ver también Salar de Purisunchi.

## Nombres

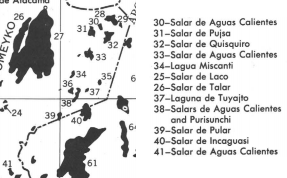
Ubicación y lista numerada de salares en América del Sur publicada en 1974 por Stoertz y Ericksen.

El nombre Aguas Calientes es un topónimo muy común en el altiplano chileno y existe una confusión en la denominación de los salares. Hans Niemeyer utiliza por eso la latitud sur de los accidentes geográficos en el nombre.: 197 
La siguiente tabla muestra la latitud sur de cada salar y los nombres asignados por diferentes autores.
| Latitud Sur | por Niemeyer                | por Alonso, Risacher y Salazar | por Salas y Ericksen (1987) | Stoerz y Ericksen (1974)      | Wikipedia castellana      | Luis Risopatrón 1924    |
| ----------- | --------------------------- | ------------------------------ | --------------------------- | ----------------------------- | ------------------------- | ----------------------- |
| 23°10'      | Aguas Calientes 23°10': 197 | Aguas Calientes 1: II-99       | Aguas Calientes 1 (n°17): 2 | Aguas Calientes (n°30): Fig.1 | Salar Aguas Calientes I   | -                       |
| 23°30'      | Aguas Calientes 23°30': 199 | Aguas Calientes 2: II-145      | Aguas Calientes 2 (n°20): 2 | Aguas Calientes (n°33): Fig.1 | Salar Aguas Calientes II  | Aguas Calientes 23° 30’ |
| ~24°        | -                           | Aguas Calientes 3: II-207      | -                           | Aguas Calientes (n°38): Fig.1 | Salar Aguas Calientes III | Aguas Calientes 23° 55’ |
| ~25°        | Aguas Calientes 25°: 209    | Aguas Calientes 4: II-263      | Aguas Calientes 3 (n°32): 2 | Aguas Calientes (n°41): Fig.1 | Salar Aguas Calientes IV  | Aguas Calientes 25° 00’ |

Como puede verse, "salar Aguas Calientes 3" se utiliza para designar a dos salares diferentes. Alonso, Risacher y Salazar nombran así un salar cercano al paralelo 24° y advierten que el Instituto Geográfico Militar (Chile) y el Servicio Nacional de Geología y Minería de Chile lo consideran parte del salar de Talar. Salas & Ericksen nombran así, en 1987, el salar ubicado cerca del paralelo 25°S. Stoertz & Ericksen dieron a los 4 Salares el nombre "Aguas Calientes", sin numerarlos. Hans Niemeyer advierte también que el salar de Purisunchi de latitud ~24°S (y diferente del salar de Talar: 206 ), también es llamado salar Aguas Calientes.: 207 
Los investigadores Alonso, Risacher y Salazar antes de entregar sus datos advierten que:: II-207 
En el presente trabajo se denomina como salar de Aguas Calientes 3 al cuerpo salino, con una estrangulación central, que en mapas del IGM y del Sernageomín se designan separadamente como salar de Aguas Calientes la parte norte y salar de Talar la parte sur del estrechamiento.

## Características
Es un salar de tipo playa con lagunas poco profundas de extensión variable que tiene las siguientes características físicas:: II-207 
- altura: 3950 m
- superficie de la cuenca: 476 km²
- superficie del salar: 46 km²
- superficie de las lagunas 2-3 km²
- precipitaciones: 150 mm/año
- evaporación potencial: 1500 mm/año
- temperatura media: 1 °C

## Historia
Luis Risopatrón enlista tres "salar de Aguas Calientes" en su Diccionario Jeográfico de Chile de 1924. El salar de Aguas Calientes III, correspondiente a la latitud 23°55', lo describe como:: 10 
Aguas Calientes (Salar de) 23° 55’ 67° 41’. De 2 187 hectáreas de superficie, se encuentra en la puna de Atacama, al W de la laguna de Tuyaito. 98, carta de San Roman (1892); i 99, p. 33; i salina Tala en Mapa 1 Arjentino de Límites, 1 : 1 000 000 (1900).